# Liceo Francés de Madrid
El Liceo Francés de Madrid (en francés: Lycée français de Madrid) es un colegio internacional francés situado en Madrid, España. Como parte del sistema Agencia para la enseñanza Francesa en el Extranjero (AEFE por sus siglas en francés), el liceo tiene dos campus: el campus Conde de Orgaz en Hortaleza, del noreste de Madrid y el campus Saint-Exupéry en La Moraleja, Alcobendas. Con 3468 alumnos en su sede principal del Parque Conde de Orgaz, y 248 en la citada Escuela Saint-Exupéry, es por número de alumnos el mayor liceo de toda la red mundial de Liceos franceses.

## Breve cronología
Esta cronología sigue la de Luis Español quien, a su vez, dice seguir el trabajo de Christian Carenco et al. de 1985.

### De Escuela a Colegio
El 9 de marzo de 1884, la Sociedad Francesa de Beneficencia aprobó la creación de su Escuela, que abrió en el número 4 de la Calle Isabel la Católica, aquel mismo año. En septiembre de 1885 se traslada la calle del Prado, y pasa a denominarse Colegio. Poco después se establece en la calle Victoria número 2 el Colegio Francés de Señoritas. Al aumentar el alumnado y con el fin de ahorrar alquileres, se decidió la adquisición de un edificio propio. 
El 12 de noviembre de 1893 se inauguró la nueva sede del Colegio en el número 3 de la calle de San Miguel, donde pudo albergar a sus 120 alumnos, siendo ya casi cien los españoles. Los alumnos pasarían de 135 en 1894 a 361 en 1904. La construcción de la Gran Vía implicaba la destrucción del edificio, así que el 9 de octubre de 1910 se inauguraba el edificio de Marqués de la Ensenada número 12. Tres años después en el vecíno número 10 se inauguraba el edificio del Instituto Francés. 
Durante la Primera Guerra Mundial el Colegio y el Instituto son la Embajada cultural de Francia en España. Profesores y antiguos alumnos luchan y mueren en los frentes. Hasta 1918 las autoridades españolas y francesas no consiguieron llegar a un acuerdo de mutuo reconocimiento de titulaciones así que los alumnos que querían concluir el bachillerato francés tenían que ir a Francia y acabar ellí en algún Liceo sus estudios.

### Nace el Liceo (1919)
El 10 de octubre de 1919 el Colegio pasa a ser oficialmente Liceo Francés de Madrid —antes se le daba a veces oficiosamente ese título— y, por primera vez, ofrece la posibilidad de estudiar los bachilleratos francés y español en Madrid. El Liceo se amplía a lo largo de los años veinte y treinta, y se vuelve mixto. En diciembre de 1932 se amplían las instalaciones adquiriendo el número 8 de la calle Marqués de la Ensenada. En octubre de 1934 el Liceo tiene ya 894 alumnos. 
Al inicio de la Guerra Civil Española en 1936, diez mil madrileños amenazados buscan refugio en Embajadas y consulados. Varios miles se ampararán bajo la bandera francesa en los edificios de Marqués de la Ensenada y otros pisos adquiridos o alquilados por el gobierno francés. En 1937, los franceses evacuarán a los refugiados y asilados del Liceo. El 19 de octubre de 1939 reabre el Liceo, con 539 alumnos. Durante la Segunda Guerra Mundial, franceses huyendo la ocupación alemana y muchas familias madrileñas que buscan una alternativa a la educación oficial española, inscriben sus hijos en el Liceo. En el profesorado, excelente, hay tanto partidarios de Pétain como del general De Gaulle. Se triplican los alumnos: son ya 1750 en 1944.

### Expansión de posguerra hasta hoy
Entre 1945 y 1969 los 1800 alumnos de 1946 pasan a ser 2329 en 1966, llevando al límite la capacidad de los edificios. La familia Cavero, accionista mayoritaria de la Inmobiliaria El Coto, donó diez hectáreas para un gran centro educativo en el Parque Conde de Orgaz. Durante el curso de 1969-70 parte de las clases empiezan a trasladarse a las nuevas instalaciones. Por cuestiones políticas se retrasó hasta el 26 de noviembre de 1971 la inauguración oficial, aunque el curso anterior ya se habían trasladado todas las clases a los nuevos edificios. En 1984 son ya 3690 los alumnos.
Al anunciarse en septiembre de 1980 que el Liceo podía cerrar por falta de financiación, el periodista y escritor español Enrique Meneses escribió una carta al editor de El País defendiendo la institución y alabando su carácter no aristocrático sino socialmente abierto.
El liceo celebró su 125° aniversario en 2011.

## Campus
Un arquitecto español, Alfredo Rodríguez Orgaz, y dos arquitectos franceses, Pierre Sonrel y Jean Duthilleul diseñaron la nueva sede del Liceo, en el Parque Conde de Orgaz, imitando el diseño de los campus universitarios: un conjunto de edificios separados por amplios espacios, sobre una parcela de cien mil metros cuadrados. El proyecto original preveía una piscina que finalmente no se llegó a construir, mientras que sí se habilitó un gran campo de rugby.

## Teatro
El Teatro ha sido una de las constantes en el Liceo Francés. Allí se interpretó por primera vez en España, antes de su estreno comercial, Así que pasen cinco años, de Lorca. Las instalaciones de Conde de Orgaz cuentan con una buena sala en la que se han interpretado obras maestras del repertorio francés y español además de las obras de los propios alumnos y profesores. Entre los antiguos alumnos del Liceo se encuentran personalidades del mundo del teatro español; autores clásicos como Enrique Jardiel Poncela y Gregorio Martínez Sierra, célebres directores de escena como José Luis Alonso o en la actualidad actores como Sergio Peris-Mencheta o directoras como Mara Recatero.

## El Liceo Francés y el deporte madrileño

### Fútbol
Uno de los dos primeros equipos de fútbol madrileños fue la Association Sportive Française, creada en 1897 en el seno del Liceo, que en 1902 cambió su nombre por Association Sportive Amicale. Dicho club desapareció en 1904 al integrarse en el Madrid Foot-Ball Club, origen del actual Real Madrid Club de Fútbol.

### Baloncesto
Presente en el campeonato regional desde al menos 1931, en la posguerra alcanzó el Liceo Francés notables éxitos en el Campeonato de Castilla de baloncesto ganando dicha competición en las temporadas 1950-51 y 1951-52. Raimundo Saporta, antiguo alumno del Liceo facilitó la contratación de algunos de los mejores jugadores del equipo del Liceo como Ignacio Pinedo y Arturo Imedio y Juan José Vías Torres por parte del equipo dominante de aquella competición, el Real Madrid Baloncesto. 

### Rugby
En 1931 la Association Sportive Française la Raquette fundó un equipo de rugby entre los franceses residentes en la capital. Desde la fundación de la división de honor del rugby español, en 1952-53, ha participado el equipo del Liceo Francés en 14 temporadas de la máxima división, obteniendo un subcampeonato en la temporada 1993. Su escuela de rugby figura entre las mejores de España, respondiendo a la gran afición que existe en Francia por ese deporte.

## Antiguos alumnos
Además de un numerosísimo elenco de profesionales, se cuentan entre los antiguos alumnos del Liceo políticos, empresarios, artistas, actores, escritores, miembros de familias reales, teólogos, ensayistas y deportistas. Entre los más conocidos pueden contarse a:

## Algunos profesores
Entre los numerosos profesores del Liceo Francés, pueden mencionarse los españoles Francisco Álvarez González, Josep Manaut Viglietti, Guadalupe Ortiz de Landázuri y Carlos Pascual de Lara.